# ハンダ・テロリズム・ポリティカルバイオレンス研究センター
ハンダ・テロリズム・ポリティカルバイオレンス研究センター（英語: The Handa Centre for the Study of Terrorism and Political Violence、略：CSTPV）は、1994年に設立された、イギリス・スコットランドのセント・アンドリューズ大学に所属する、ヨーロッパ最古の国際テロリズム研究機関である。テロリズム・ポリティカルバイオレンス研究センターとして設立され、半田晴久（神道系新宗教ワールドメイト教祖・深見東州）が総裁を務める世界開発協力機構（WSD）から莫大な寄付を受けて研究と教育活動を拡大し、彼の姓を冠してハンダ・テロリズム・ポリティカルバイオレンス研究センターに名称を変更した。

## 概要
厳密な証拠に基づく学術的分析により、テロリズムや政治暴力の原因、原動力、特性や影響について研究しており、政策に関連しながらも政府関連機関から独立した機関である。また、紛争で政治暴力状態におかれている国家、市民社会、国際機関の対応についても研究している。デモ、テロの結果など、政治暴力に関する情報をデータベース化して保持している。

## 沿革
1994年、ポール・ウィルキンソンとブルース・ホフマンにより設立され、ランド-セント・アンドルーズ・テロリズム事件データベースが開発された。
1985年、アバディーン大学の国際関係学部部長であったポール・ウィルキンソンが、学部内にテロリズム研究室を開設し、ランド研究所と協力してテロリズムのデータベースを開発した。当時、ランド研究所のテロリズム・データベースは、ブライアン・ジェンキンスが統括しており、1989年に後任のブルース・ホフマンが継承した。ホフマンは、その後ランド研究所を退職し、1994年の設立に携わることになる。
1998年、ブルース・ホフマンはランド研究所に戻り、ポール・ウィルキンソンが所長兼会長となった。ウィルキンソンの退任後、2005年の初頭から翌年半ばまで、マグナス・ランストープが所長に就任した。
2006年5月、アレックス・シュミッドが後任の所長となる。同年秋にニューアーツビル西棟の2階に移転した。

## 学術プログラム
テロリズム研究に関する大学院文学修士号取得コースのほか、遠隔でのeラーニングコースもある。
eラーニングコースは、インフォーマ社と共に運営するオンライン・テロリズム・ディプロマコースと、テロリズム研究に関するeラーニング大学院文学修士号取得コースの2つに分かれている。このプログラムは、テロリズム研究プログラム委員会が開発し、監修している。